# Rainer Ernst
Rainer Ernst (Neustrelitz, 31 dicembre 1961) è un ex calciatore tedesco orientale, dal 1990 tedesco, di ruolo attaccante.

## Carriera

### Club

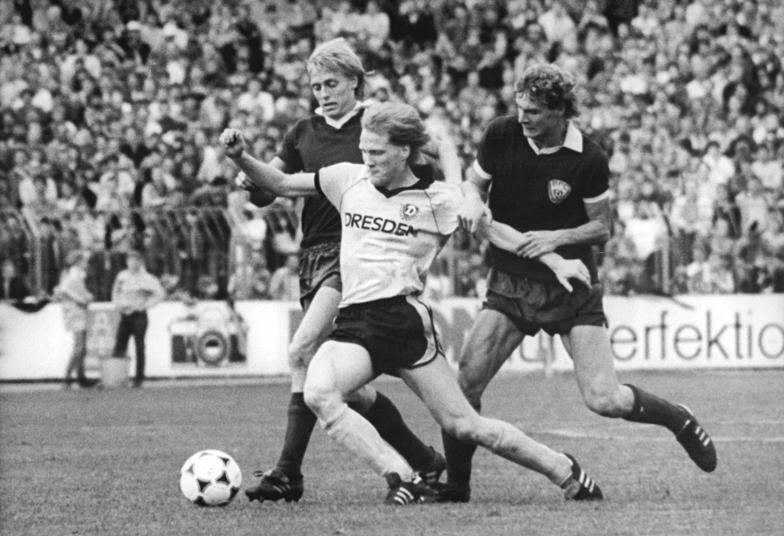
Hendrik Herzog, Matthias Sammer, Rainer Ernst (1988)

Dopo aver militato fino all'età di 14 anni nella Dinamo Neustrelitz, passò nel 1978 alla Dinamo Berlino, la squadra dominatrice del calcio tedesco orientale in quegli anni. Con la Dinamo vinse tra il 1978 e il 1990 dieci DDR-Oberliga, due FDGB Pokal e il titolo di capocannoniere in due occasioni. Nel 1990 militò per una sola stagione nel Kaiserslautern; con i diavoli rossi giocò 18 partite e vinse la Bundesliga prima di approdare in Francia al Bordeaux. Nella squadra francese marcò, in 24 presenze, 7 reti che furono fondamentali nella risalita in Division 1.
Nel 1992 passò al Cannes dove non lasciò il segno (7 presenze). Nel 1993 andò in Svizzera allo Zurigo e nel 1994 ritornò in Germania, dove terminò la carriera nel 1997 con il Salmrohr.

### Nazionale
Con la Germania Est vanta 56 presenze impreziosite da 20 reti. Debuttò l'11 novembre 1981 a Jena contro Malta (5-1) e giocò la sua ultima partita il 13 maggio 1990 a Rio de Janeiro contro il Brasile (3-3).
A livello di Nazionale giovanile fu nominato miglior giocatore al Torneo di Tolone del 1982.

## Palmarès

### Club

#### Competizioni nazionali
- DDR-Oberliga: 10

Dinamo Berlino: 1978-1979, 1979-1980, 1980-1981, 1981-1982, 1982-1983, 1983-1984, 1984-1985, 1985-1986, 1986-1987, 1987-1988
- FDGB Pokal: 2

Dinamo Berlino: 1987-1988, 1988-1989
- DFV-Supercup: 1

Dinamo Berlino: 1989
- Campionato tedesco: 1

Kaiserslautern: 1990-1991

### Individuale
- Capocannoniere della DDR-Oberliga: 2

1983-1984 (20 gol), 1984-1985 (24 gol)